# Amfitritegruppen
Amfitritegruppen (engelska : Amphitrite Group, kinesiska: 宣德群岛, pinyin Xuāndé qúndǎo) utgör den nordöstligaste delen av   Paracelöarna i Sydkinesiska havet. Kina (folkrepubliken), Vietnam och också Taiwan gör anspråk på dem. Kina har behärskat dem sedan 1974. Öarna saknar traditionellt bofast befolkning.